# زوریا وگا
زوریا وگا (تلفظ اسپانیایی: [ˈsuɾja ˈβeɣa]، زاده ۱۰ ژانویهٔ ۱۹۸۹) بازیگر و خواننده مکزیکی است. خواهر بزرگتر او، ماریمار وگا نیز بازیگر است. او یک برادر نیز دارد. یک خواهر ناتنی از سوی پدر نیز دارد. زوریا وگا در دوران کودکی با بازیگری آشنا شد و به عنوان بازیگر در سریال‌های تلویزیونی مختلف شرکت کرد. او همچنین به عنوان خواننده نیز فعالیت می‌کند و در چندین آلبوم موسیقی شرکت کرده است. 
زوریا وگا در حال حاضر یکی از بازیگران مشهور تلویزیونی مکزیک است و در سریال های مختلف بازی کرده است. همچنین، او به عنوان یکی از برترین بازیگران جوان در صنعت سینمای مکزیک شناخته می‌شود و در چندین فیلم موفق نیز بازی کرده است.

## فیلم‌شناسی

### فیلم
| سال  | عنوان    | نقش | توضیحات |
| ---- | -------- | --- | ------- |
| ۱۳۹۷ | مستاجرها |     |         |

### تلویزیون
| سال  | عنوان   | نقش   | توضیحات          |
| ---- | ------- | ----- | ---------------- |
| ۱۳۹۱ | کلروفرم | والری | نقش اصلی؛ ۳ قسمت |